# 安福县 (福建)
安福县（1934年12月11日—1935年）是闽东革命根据地的一个县。
1934年12月11日，安福县苏维埃政府在福安城阳官洋村正式成立。取福安、福宁（霞浦）二地各一字为名。下辖5个区苏维埃政府。1935年，废县。